# Roberto Octavio González Nieves

Erzbischofswappen von Roberto Octavio González Nieves

Roberto Octavio González Nieves OFM (* 2. Juni 1950 in Elizabeth, New Jersey) ist ein US-amerikanischer römisch-katholischer Geistlicher und Erzbischof von San Juan de Puerto Rico.

## Leben
Roberto Octavio González Nieves trat der Ordensgemeinschaft der Franziskaner bei, die Profess legte er am 25. August 1973 ab. Der Altbischof von San Miguel, Lorenzo Michele Joseph Graziano OFM, weihte ihn am 8. Mai 1977 zum Priester.
Papst Johannes Paul II. ernannte ihn am 19. Juli 1988 zum Weihbischof in Boston und Titularbischof von Ursona. Die Bischofsweihe spendete ihm der Erzbischof von Boston, Bernard Francis Kardinal Law, am 3. Oktober desselben Jahres; Mitkonsekratoren waren John Joseph Kardinal O’Connor, Erzbischof von New York, und Luis Kardinal Aponte Martínez, Erzbischof von San Juan de Puerto Rico.
Am 16. Mai 1995 wurde Roberto González Nieves zum Koadjutorbischof von Corpus Christi ernannt und am 26. Juni desselben Jahres in das Amt eingeführt. Nach dem Rücktritt René Henry Gracidas folgte er ihm am 1. April 1997 als Bischof von Corpus Christi nach. Bis 1999 war er Vorsitzender des Bishops’ Committee on the Church in Latin America der National Conference of Catholic Bishops (NCCB) der USA.
Am 26. März 1999 wurde Roberto González Nieves zum Erzbischof von San Juan de Puerto Rico ernannt und am 8. Mai desselben Jahres in das Amt eingeführt. Von 1999 bis 2003 gehörte er dem Vorstand des Lateinamerikanischen Bischofsrates (CELAM) an und war Vorsitzender von dessen Finanzrat (Comité Económico).

## Wahlspruch
Als bischöflichen Wahlspruch wählte Roberto González Nieves Vita per Jesum (lateinisch ein Leben für Jesus).